# Marjana Deržaj
Marjana Deržaj, née le 23 mai 1936 à Ljubljana et morte le 18 janvier 2005  dans la même ville Ljubljana, est une chanteuse yougoslave puis slovène.

## Galerie

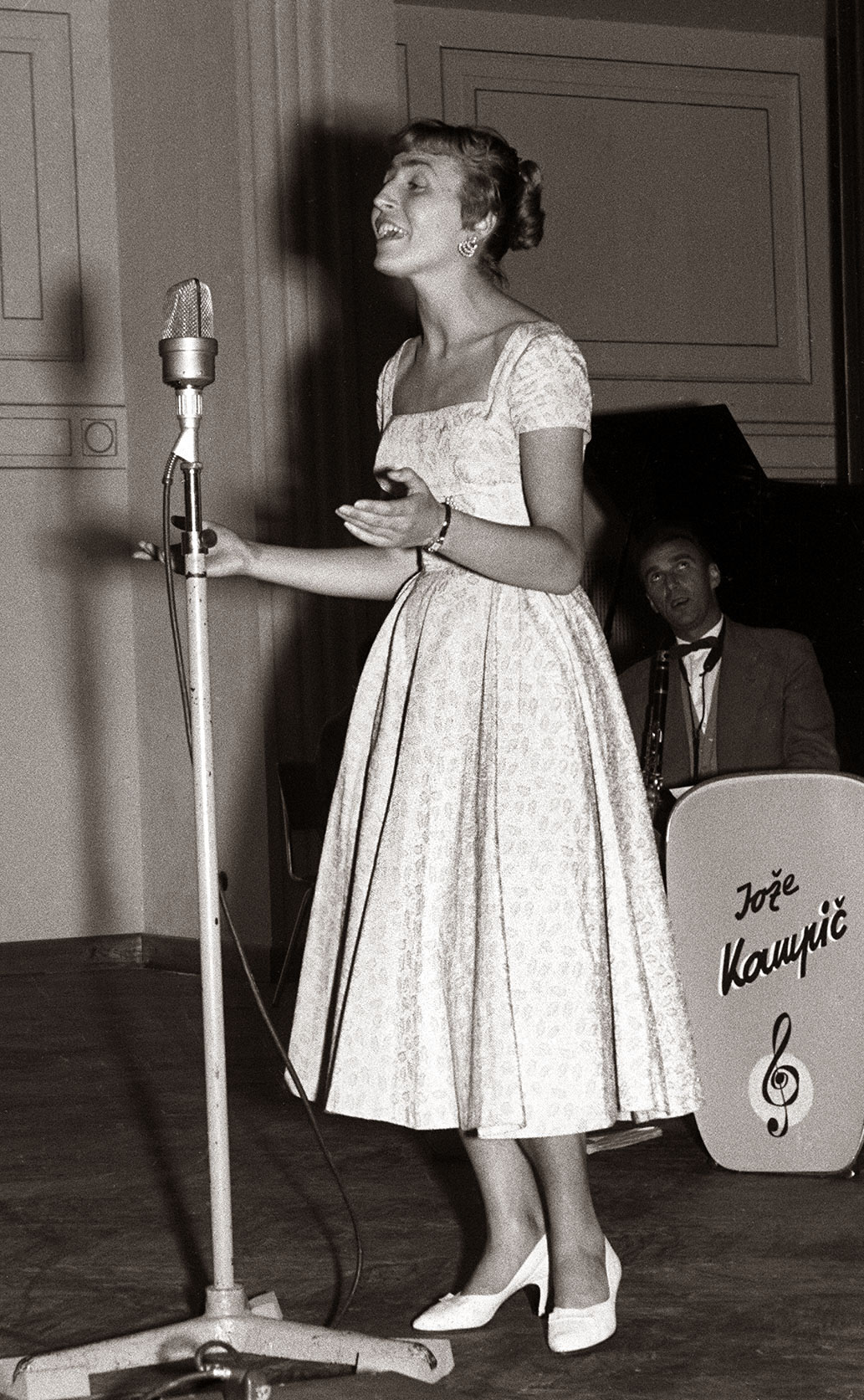
En 1957
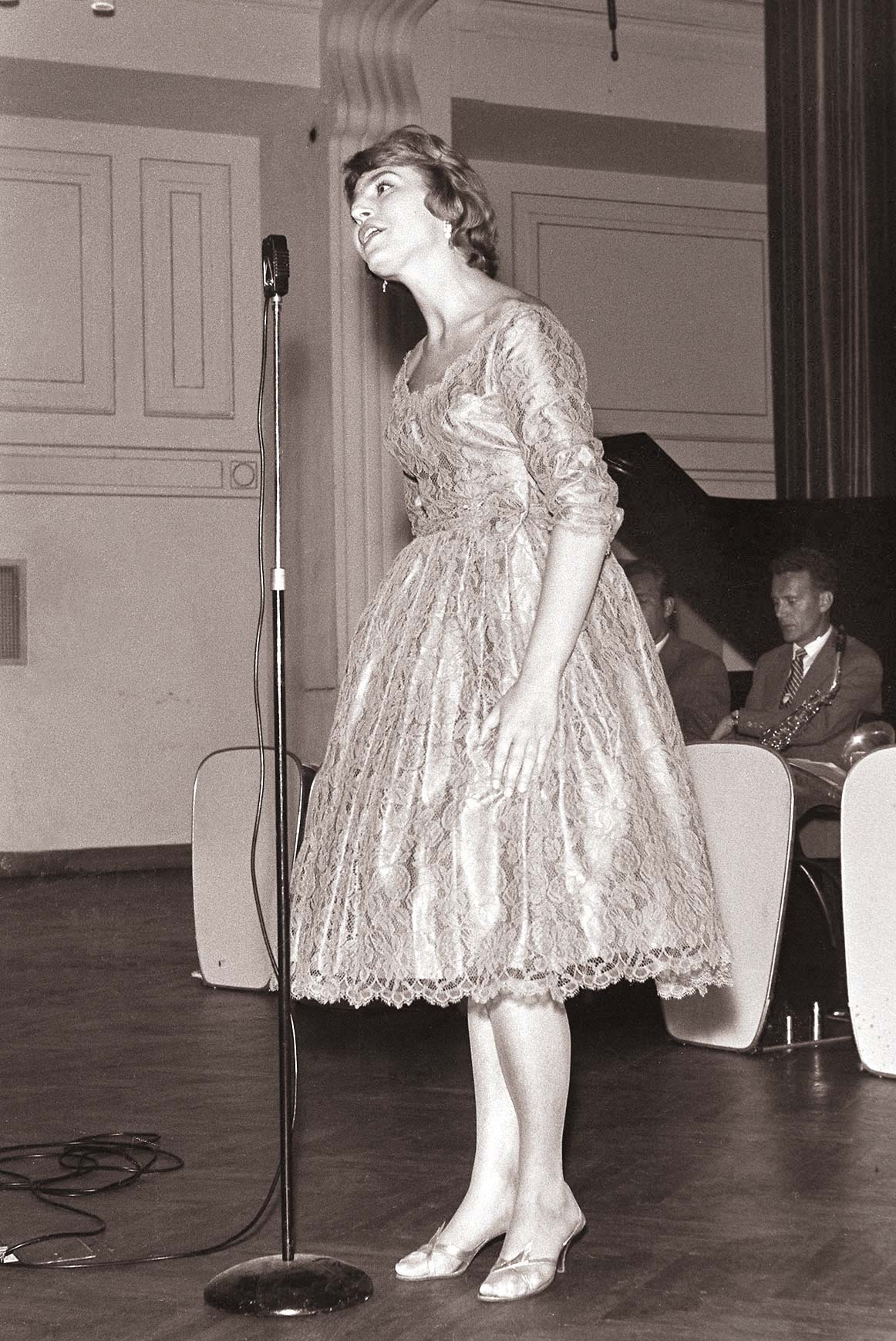
En 1959
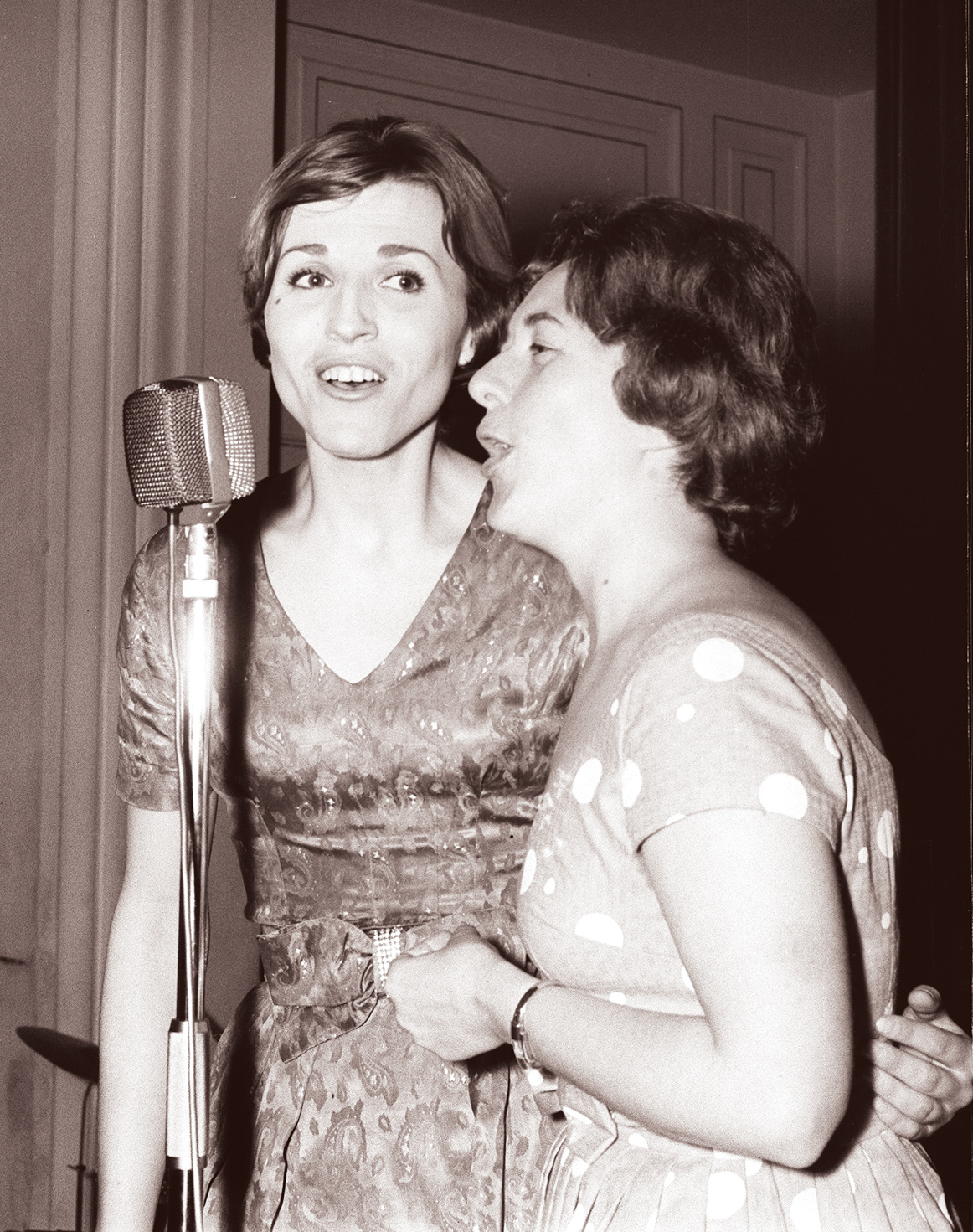
Avec Beti Jurković (sl). Photo : Jože Gal
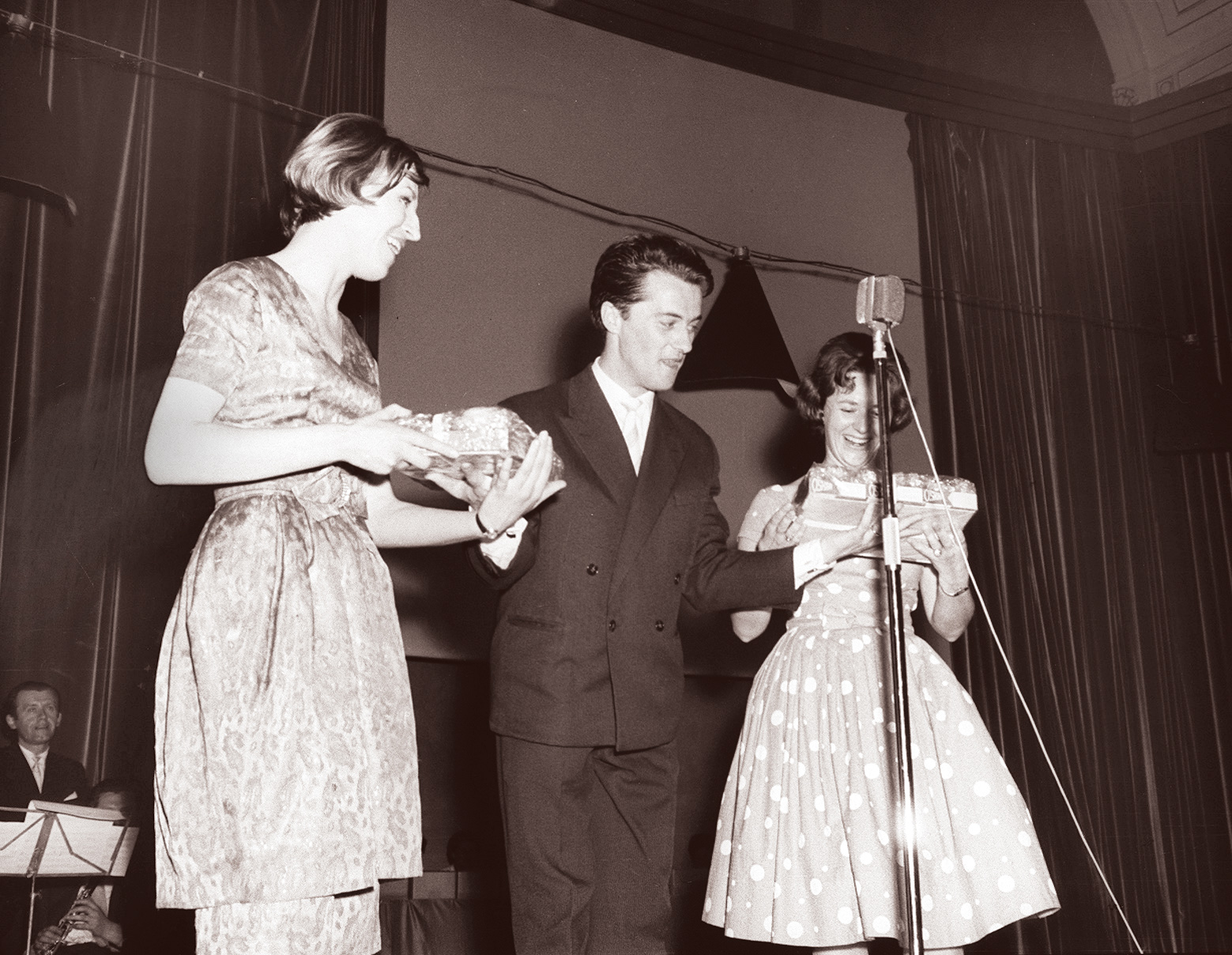
Avec Janez Klasinc et  Beti Jurković (sl) en 1960
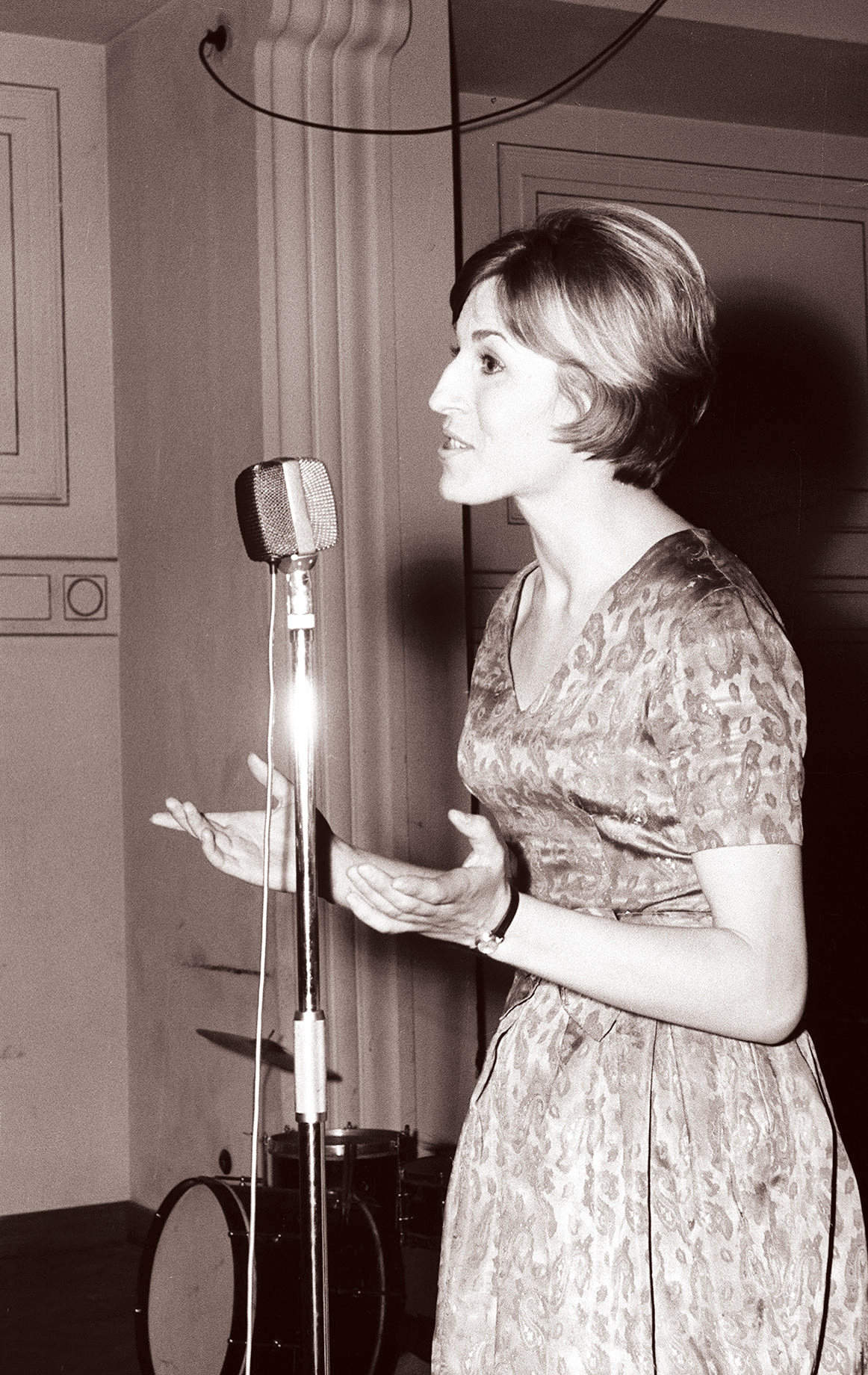
En 1960
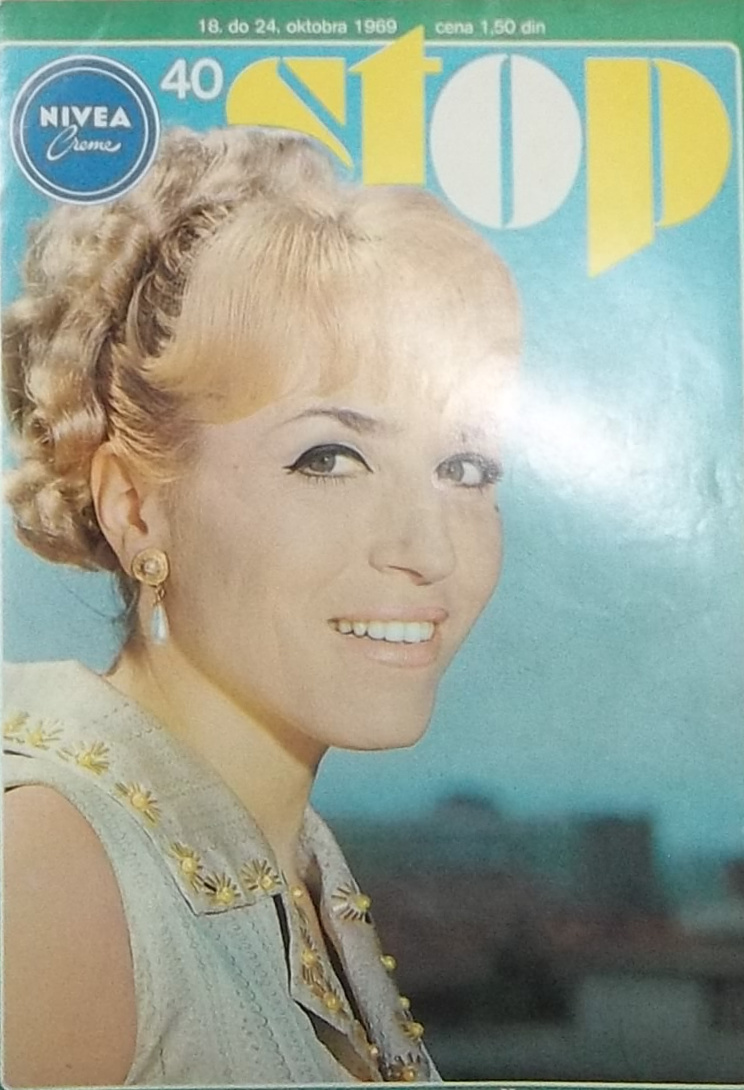
En 1969

## Discographie
- 1962 : Zemlja pleše (français : La Terre danse ; anglais : The Earth is Dancing (en))